# Flaujac-Gare
Flaujac-Gare là một xã thuộc tỉnh Lot trong vùng Occitanie phía tây nam nước Pháp.